# Tricentra ascostista
Tricentra ascostista är en fjärilsart som beskrevs av Louis Beethoven Prout 1936. Tricentra ascostista ingår i släktet Tricentra och familjen mätare. Inga underarter finns listade i Catalogue of Life.